# 文樓 (雕塑家)

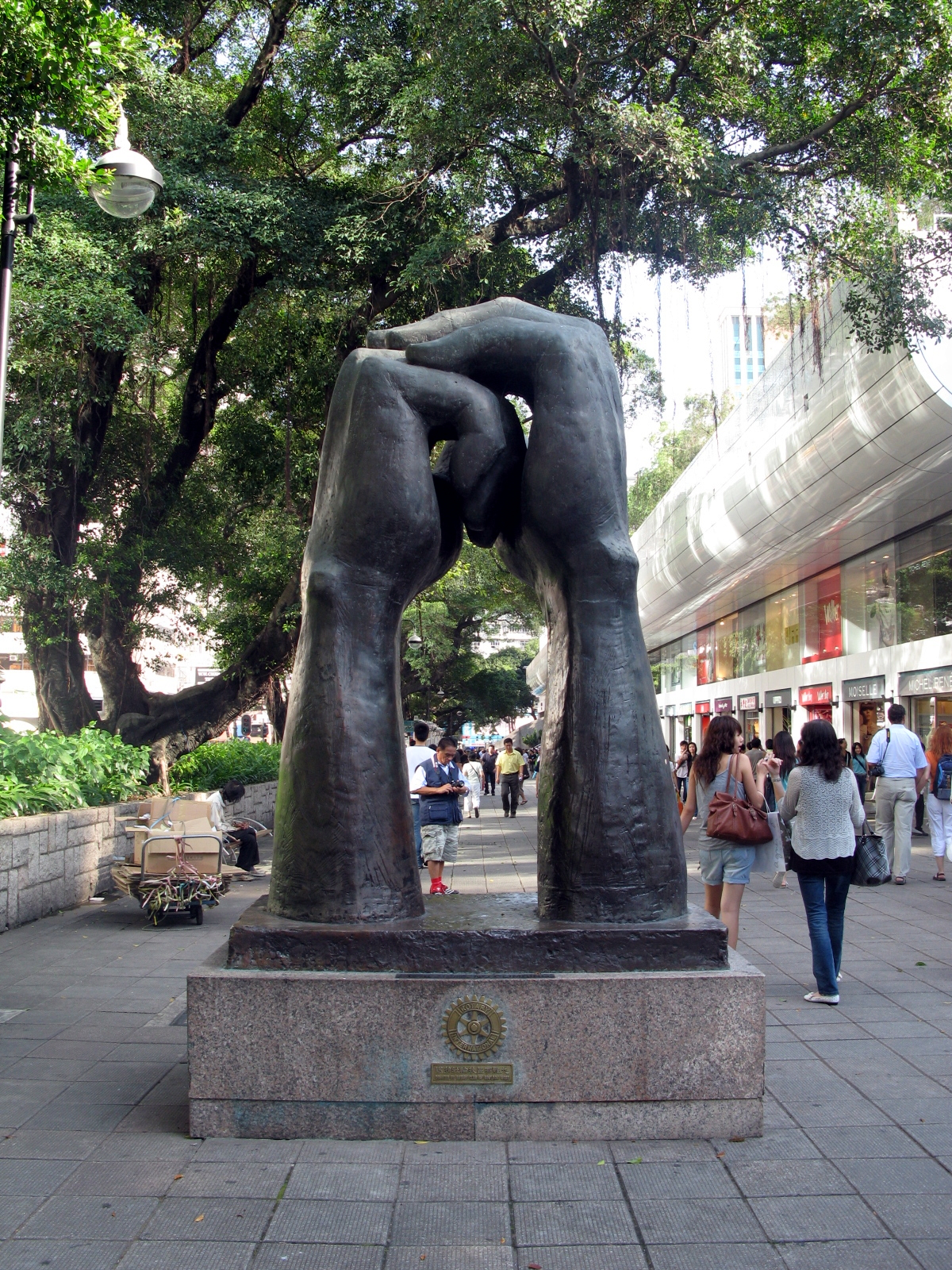
文樓作品《請》的手部雕塑置於尖沙咀柏麗購物大道

文樓，BBS（1933年—），又名文寶樓，男，廣東新會人，香港雕塑家，第十二屆全國政協委員。

## 生平
3歲到越南生活，1953年唸台南成功大學建築系，1958年臺灣師範大學藝術系畢業，1960年移居香港，曾旅居英國及美國多年。

## 作品
- 不鏽鋼: 《落雁式結構》、《九月風箏》、《秋葉》等。
- 銅雕: 《果實分裂之二》
- 不明: 《雙圓象》

## 獎項
- 1989年度「香港藝術家年獎」雕塑家獎[1]

## 相關
- 大埔海濱公園
- 中國人民政治協商會議全國委員會香港地區委員
- 銅紫荊星章